# Robert Bourget-Pailleron
Robert Bourget-Pailleron (Parigi, 1º novembre 1897 – Parigi, 9 gennaio 1970) è stato uno scrittore e giornalista francese.
Vincitore del Prix Interallié nel 1933 e del Grand prix du roman de l'Académie française nel 1941.

## Opere
- 1931: Champ secret
- 1932: Le Pouvoir absolu
- 1933: L'Homme du Brésil, Éditions Gallimard, Prix Interallié.
- 1936: Menaces de mort
- 1936: Les Clés de la caisse
- 1938: Conquête de la Bourgogne
- 1939: La Folie Hubert, Éditions Gallimard, Grand prix du roman de l'Académie française (1941).
- 1941: Le Chant du départ
- 1944: Les Journées de juin
- 1953: L'Enfant de minuit
- 1955: La Demoiselle de Viroflay
- 1956: Le Rendez-vous de Quimper
- 1958: Les Antiquaires
- 1961: La Colombe du Luxembourg